# Лазовић
Лазовић је српско православно и јужнословенско презиме које потиче из црногорског племена Кучи, у Црној Гори, оснивач је Вук Љевак који је дошао у Шекуларчев крај у Кучи да одржава мир међу племенима Кучи. Родови Кучи и Васојевићи су имали крвну освету која је резултирала исељавањем у Шумадију, Пећ (Метохију) и Херцеговину. Породица од 50 кућа у Метохији остала је до рата 1999. године, а потом је отишла у ужу Србију или Црну Гору.

## Значајни људи
- Владимир Лазовић (1954), књижевник
- Данило Лазовић (1951–2006), глумац
- Данко Лазовић (1983), фудбалер
- Дарко Лазовић (1990), фудбалер
- Ђорђе Лазовић (1992), фудбалер
- Катарина Лазовић (1999), одбојкашица
- Радомир Лазовић (1980), политичар и активиста
- Сузана Лазовић (1992), рукометашица
- Тихана Лазовић (1990), глумица
- Олга Иванова Лазовић (1898–1988), америчка списатељица, плесачица, композитор, филозоф и учитељица црногорског порекла